# Melanesobasis flavilabris
Melanesobasis flavilabris là một loài chuồn chuồn kim trong họ Coenagrionidae.
Melanesobasis flavilabris is in 1891 voor het eerst wetenschappelijk beschreven bởi Selys.